# Ibrahim I de Șirvan

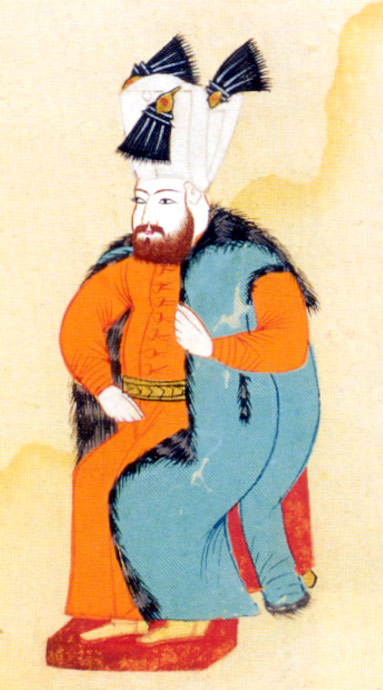
Ibrahim I

Ibrahim I Derbendi a fost un mare om de stat azer și suveranul statului Șirvan (1382 - 1417).
În 1386, Tamerlan a ocupat Tabrizul și de acolo a înaintat spre Șirvan, Karabagh și Derbend, lăsând în urma sa doar jafuri și distrugeri. Culmea rezistenței poporului a fost apărarea cetății Alindja, care a fost asediată timp de 14 ani, invadatorii nereușind s-o cucerească. În 1397 ostea ținutului Șeki din nordul Azerbaidjanului, cu sprijinul soldaților georgieni, a venit în ajutorul cetății Alindja și timurizii au suferit o înfrângere însemnată. 
Anii dominației timuride reprezintă o perioadă întunecată a istoriei Azerbaidjanului. Măcelărind populația provinciilor sudice ale Azerbaidjanului în mod nemilos Tamerlan a încercat să ajungă spre nord, în Șirvan. Dar, suveranul Șirvanului („Șirvanșah”), Ibrahim I (1382-1417) din dinastia Derbendizilor, a reușit pe calea diplomației să salveze poporul său de nenorocire. Folosind neînțelegerile dintre Hoarda de Aur și timurizi, a obținut autonomia internă, a întrat în alianță cu Tamerlan și a reușit incheierea unei păci cu regele georgian Gheorghi VII. Oastea Șirvanului a participat la campaniile militare împotriva lui Tohtamâș (1395) și a sultanului otoman Bayazid I (1399), iar tributul plătit timurizilor era aproape simbolic.
Imediat după moartea lui Tamerlan (1405) au urmat luptele pentru putere în imperiul său ceea ce a afectat situația din Azerbaidjan. În provinciile Tabriz, Maragha, Karabah ș.a. au inceput răscoale ce au creat o posibilitate rară pentru Ibrahim I să-i alunge pe străini din țară și s-o unească sub autoritatea sa. Oastea Șirvanului lovind garnizoanele timuride a ocupat o mare parte din Azerbaidjan, Karabah și Gandja. În primavara anului 1406 la Tebriz începe o revoltă antitimuridă sub conducerea tamgaciului (șef al colectorilor de impozite) Ahi Qassab ("ahi" este membru al frăției meșteșugărilor orașeni, iar "qassab" înseamnă "casap, măcelar") și Ibrahim I întră în capitală istorică a țării. Tabrizul însemna cheia Azerbaidjanului și sfârșitul dominației timuride.
Dar, unirea Azerbaidjanului nu s-a realizat și Ibrahim I sub presiunea sultanului gelairid Ahmad, care deja obținuse Bagdadul, părăsind orașul s-a retras spre granițele sale. Fiindcă după moartea lui Tamerlan (1405), sultanul Egiptului îi eliberase pe suveranii - refugiați, sultan Ahmad Djelairi și Qara Yusif Karakoyunlu. Dar, nici sultanul Ahmad nu a reușit să-și păstreze puterea și Tabrizul a fost ocupat de fiul lui Miranșah, Abu Bakr.
Între timp se întărise confederația triburilor turcice Qaraqoyunlu după întoarcerea liderului lor Qara Yusif, care a ocupat o parte din Azerbaidjan. În 1408, Qara Yusif a câștigat lupta cu fiul lui Tamerlan, Miranșah, în care a murit ultimul, el întrând în oraș invită tot pe Ahmad, sultanul din dinastia gelairidă, fiindcă nu avea legitimitate conform concepțiilor orientale medievale, numai că sultanul nu voia să accepte protectoratul Qaraqoyunlu. Când Qara Yusif a părăsit Tabrizul pentru o altă campanie militară, sultanul năpădind garnizoana sa, cheamă în ajutor pe Șirvanșah. Înainte de a ajunge armata Șirvanului Qara Yusif înfrânge oastea lui Ahmad în apropierea Tabrizului (30 august), unde ultimul a fost ucis, acesta fiind ultimul suveran din dinastiei Djelairizilor (1341-1410). În locul statului respectiv s-a înființat statul Qaraqoyunlu cu capitala în Tebriz (1410-1468). Comandantul armatei Șirvanului, Kayumars, fiul lui Ibrahim I, căzut în prizonierat, a fost eliberat de Qara Yusif, fără nici-o condiție, într-un mod foarte straniu pentru timpul respectiv și bănuindu-l de înțelegere secretă cu suveranul Qaraqoyunlu, Ibrahim I și-a executat pe propriul fiu.
În acești ani situația în Șirvan era mult mai complicată, pentru că moartea lui Tamerlan a oferit oportunitatea îndeplinirii unei necesități istorice, unirea Azerbaidjanului, pentru care confruntau diferiți suverani locali. Qara Yusif, folosind ca motiv executarea lui Kayumars, începe o campanie militară impotrivă Șirvanului. Alianța Șirvanului cu micul stat feudal azer - Șaki și regatul georgian Kahetia, suferă o înfrângere într-o luptă pe malul fluviului Kura (6 noiembrie 1412), adică la granița Șirvanului, de către cavaleria Qaraqoyunlu. Toți suverani aliați, toată aristocrația Șirvanului au căzut prizonieri. Doar în 1413, Ibrahim I în schimbul unui tribut imens, care a fost plătit pe urmă de către starostele breslelor meșteșugărești din Tabriz în fruntea cu Ahi Gassab, se întoarce în țara sa, recunoscundu-se vasalul suveranului Qaraqoyunlu, iar armata de ocupație părăsește Șirvanul. 
În 1417 a murit șirvanșahul Ibrahim I Derbendi, în vârsta înaintată, datorită cărui capacități diplomatice și militare căruia, decursul a 30 ani de domnie, statul Șirvan și-a păstrat independența, și-a întărit autoritatea și și-a largit teritoriul fiind singurul stat azer care a supraviețuit marilor tulburări ale timpului. Noul șirvanșah Halilullah I a reluat relațiile de prietenie cu urmașul lui Tamerlan, Șahruh care ocupase o mare parte din Asia Centrală și din Iran.